# منزل مسعود (جبلة)

تعديل مصدري - تعديل

منزل مسعود هي إحدى قرى عزلة انامر اعلى بمديرية جبلة التابعة لمحافظة إب، بلغ تعداد سكانها 358 نسمة حسب تعداد اليمن لعام 2004.